# 170 (số)
170 (một trăm bảy mươi) là một số tự nhiên ngay sau 169 và ngay trước 171.